# Mecze reprezentacji Polski w hokeju na lodzie mężczyzn prowadzonej przez Petera Ekrotha
Zestawienie oficjalnych międzynarodowych meczów reprezentacji Polski w hokeju na lodzie mężczyzn prowadzonej przez Petera Ekrotha:
| Lp. | Data             | Miejsce   | Mecz                     | Wynik    | Impreza                               | Raport |
| --- | ---------------- | --------- | ------------------------ | -------- | ------------------------------------- | ------ |
| 1.  | 6 listopada 2008 | Sanok     | Polska – Wielka Brytania | 3:2 p.d. | turniej prekwalifikacyjny do ZIO 2010 |        |
| 2.  | 7 listopada 2008 | Sanok     | Polska – Rumunia         | 9:1      | turniej prekwalifikacyjny do ZIO 2010 |        |
| 3.  | 9 listopada 2008 | Sanok     | Polska – Japonia         | 1:3      | turniej prekwalifikacyjny do ZIO 2010 |        |
| 4.  | 6 lutego 2009    | Elektreny | Polska – Litwa           | 0:1      | mecz towarzyski                       |        |
| 5.  | 7 lutego 2009    | Elektreny | Polska – Litwa           | 2:1      | mecz towarzyski                       |        |
| 6.  | 4 kwietnia 2009  | Pińsk     | Polska – Białoruś        | 1:9      | mecz towarzyski                       |        |
| 7.  | 5 kwietnia 2009  | Pińsk     | Polska – Białoruś        | 2:3      | mecz towarzyski                       |        |
| 8.  | 11 kwietnia 2009 | Toruń     | Polska – Holandia        | 3:1      | mistrzostwa świata                    |        |
| 9.  | 13 kwietnia 2009 | Toruń     | Polska – Rumunia         | 7:0      | mistrzostwa świata                    |        |
| 10. | 14 kwietnia 2009 | Toruń     | Polska – Ukraina         | 1:2 p.k. | mistrzostwa świata                    |        |
| 11. | 16 kwietnia 2009 | Toruń     | Polska – Włochy          | 2:4      | mistrzostwa świata                    |        |
| 12. | 17 kwietnia 2009 | Toruń     | Polska – Wielka Brytania | 1:2 p.d. | mistrzostwa świata                    |        |

Bilans
|                 | zwycięstwa | remisy | porażki |
| ogółem          | 5          | 0      | 7       |
| dom             | 4          | 0      | 4       |
| wyjazd          | 1          | 0      | 3       |
| neutralny teren | 0          | 0      | 0       |

|                 | zdobyte | stracone |
| ogółem          | 32      | 29       |
| dom             | 27      | 15       |
| wyjazd          | 5       | 14       |
| neutralny teren | -       | -        |